# Bolivia ai Giochi della XXIX Olimpiade
La Bolivia ha partecipato ai Giochi della XXIX Olimpiade di Pechino, svoltisi dall'8 al 24 agosto 2008, con una delegazione di 7 atleti.

## Atletica leggera
| Gara               | Atleta            | Batterie | Batterie | Semifinali | Semifinali | Finale    | Finale |
| Gara               | Atleta            | Tempo    | Pos.     | Tempo      | Pos.       | Tempo     | Pos.   |
| ------------------ | ----------------- | -------- | -------- | ---------- | ---------- | --------- | ------ |
| 800 m maschili     | Fadrique Iglesias | 1'50"57  | 7        |            |            |           |        |
| Maratona femminile | Sonia Calizaya    |          |          |            |            | 2h 45'53" | 59     |

## Ciclismo
| Gara                    | Atleta           | Tempo        | Posizione    |
| ----------------------- | ---------------- | ------------ | ------------ |
| Corsa in linea maschile | Horacio Gallardo | non concluso | non concluso |

## Nuoto
| Gara                        | Atleta               | Batterie | Batterie | Semifinali | Semifinali | Finale | Finale |
| Gara                        | Atleta               | Tempo    | Pos.     | Tempo      | Pos.       | Tempo  | Pos.   |
| --------------------------- | -------------------- | -------- | -------- | ---------- | ---------- | ------ | ------ |
| 100 m stile libero maschili | Miguel Ángel Navarro | 59"96    | 63       |            |            |        |        |
| 50 m stile libero femminili | Katerine Moreno      | 29"05    | 64       |            |            |        |        |

## Sollevamento pesi
| Gara  | Atleta                  | Strappo | Strappo | Slancio | Slancio | Totale | Posizione |
| Gara  | Atleta                  | Ris.    | Pos.    | Ris.    | Pos.    | Totale | Posizione |
| ----- | ----------------------- | ------- | ------- | ------- | ------- | ------ | --------- |
| 63 kg | Maria Teresa Monasterio | 63      | 18      | 78      | 17      | 141    | 17        |

## Tiro
| Gara | Atleta              | Qualificazioni | Qualificazioni | Finale    | Finale       | Finale |
| Gara | Atleta              | Punteggio      | Pos.           | Punteggio | Punt. totale | Pos.   |
| ---- | ------------------- | -------------- | -------------- | --------- | ------------ | ------ |
| Trap | Cesar David Menacho | 106            | 34             |           |              |        |